# Federico Borromeo
Federico Borromeo (Milán, 18 de agosto de 1564 - 22 de septiembre de 1631) fue un religioso y humanista italiano, que llegó a ser arzobispo de Milán.

## Biografía
Federico Borromeo nació en Milán. Era el segundo hijo de Giulio Cesare Borromeo, conde de Arona, y Margherita Trivulzio. Estudió Teología y Leyes en Pavía y en 1585 marchó a Roma para realizar los estudios superiores. Allí recibió una fuerte influencia de Felipe Neri, el Cardenal Baronius y el Cardenal Belarmino. Fue nombrado cardenal por el papa Sixto V en 1593, con tan solo 23 años, y arzobispo de Milán el 24 de abril de 1595. Durante su vida fue ejemplo de celo, dignidad y virtud religiosa. Siguió un camino similar al de su primo, Carlos Borromeo, promoviendo la disciplina del clero, fundando iglesias y universidades financiadas con sus propios bienes y aplicando con rigor los principios aprobados en el Concilio de Trento.
En 1609 fundó la Biblioteca Ambrosiana, y después la Bodleiana en Oxford,[cita requerida] la primera biblioteca pública de Europa. Ayudó en la financiación para erigir la famosa estatua del Coloso de San Carlo Borromeo en Arona, apoyó el desarrollo del Sacri Monti de Piamonte y de Lombardía y participó en el embellecimiento de la catedral de Milán donde quería ser enterrado.
Son reconocidos sus notables esfuerzos para paliar la hambruna que sufrió Milán entre 1627 y 1628. Falleció en 1631 (después de haber participado en ocho cónclaves). En 1685, los milaneses erigieron una estatua en su honor cerca de la puerta principal de la Biblioteca Ambrosiana.
Federico Borromeo aparece caracterizado como un inteligente humanista en la novela Los Novios, de Alessandro Manzoni.

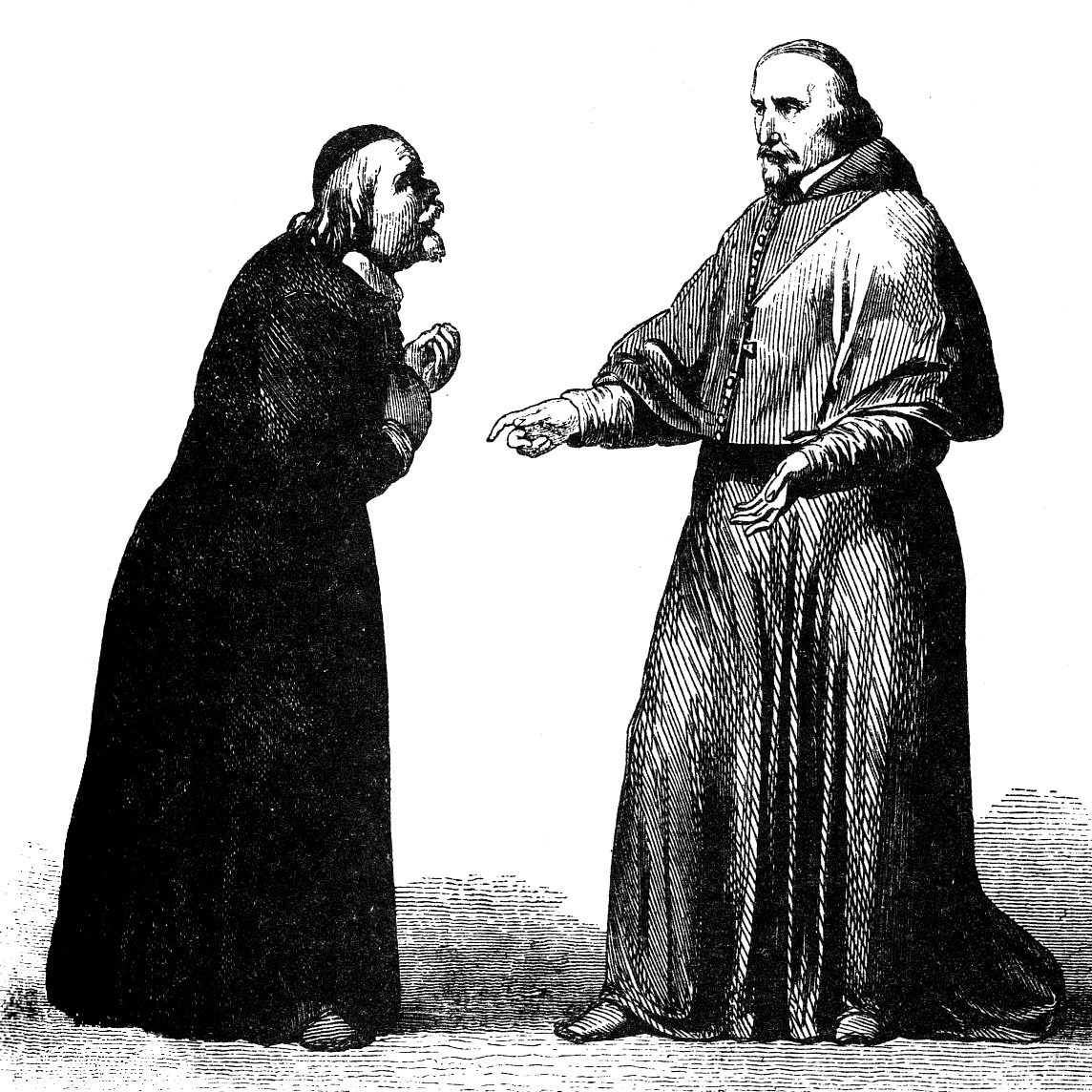
Don Abbondio y Federico Borromeo (a la derecha), en una ilustración de Gogin en 1840 para I promessi sposi.
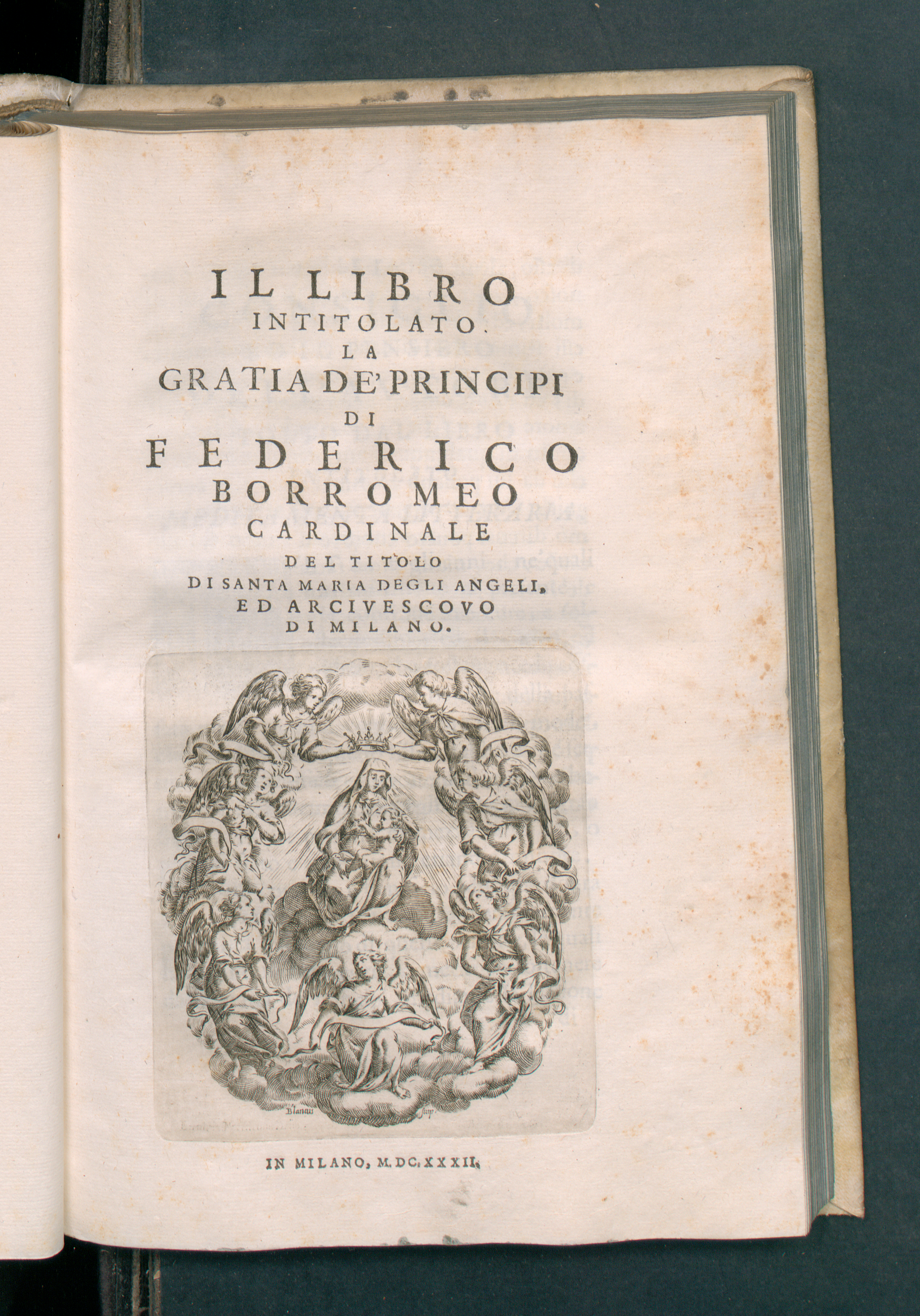
Gratia de' principi, 1632
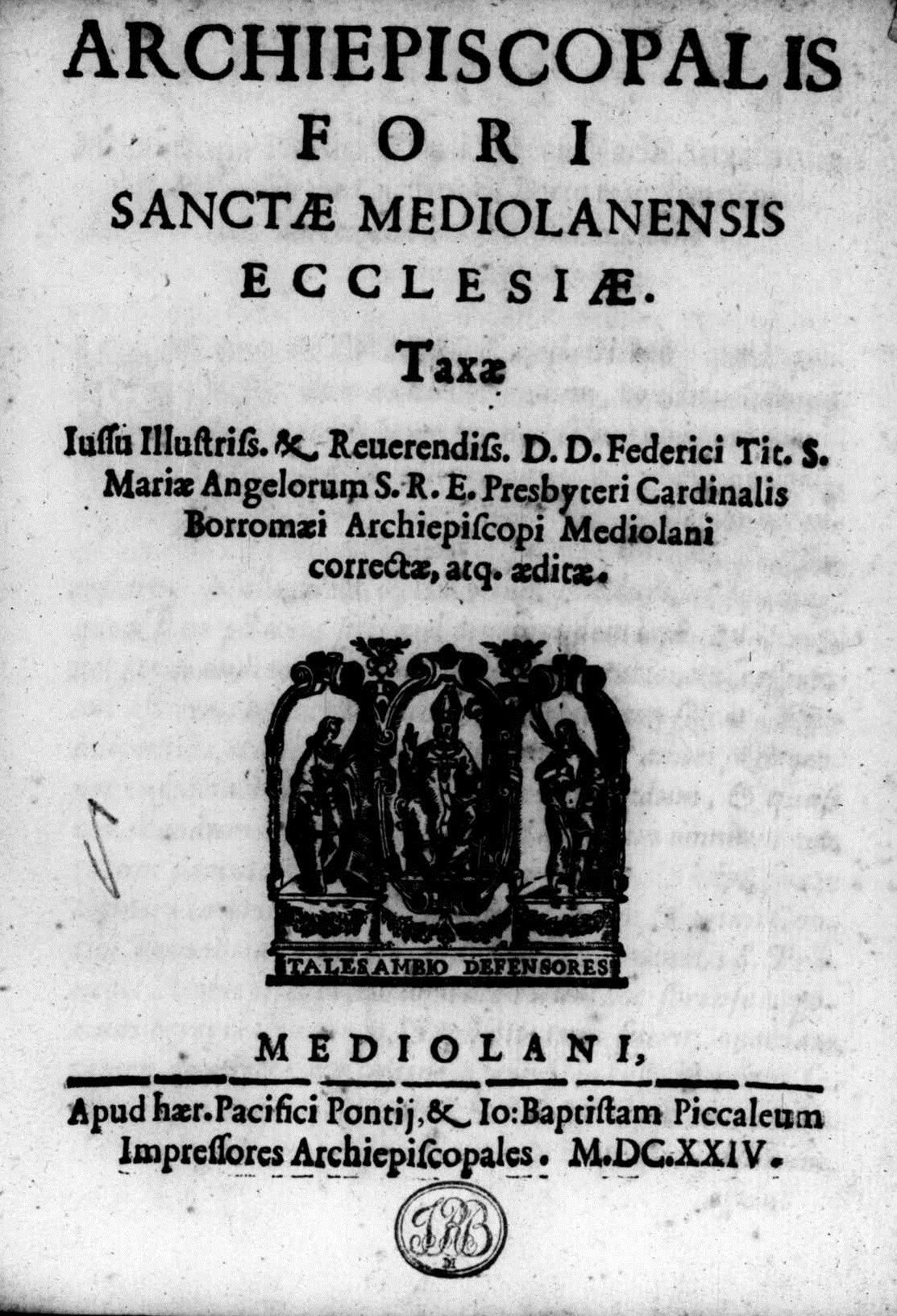
Archiepiscopalis fori Sanctae Mediolanensis Ecclesiae taxae, 1624